# فهرست روستاهای شهرستان تبریز
شهرستان تبریز در مجموع دارای ۷۰ روستا است. بخش مرکزی ۴۴ مورد، بخش خسروشاه ۱۵ مورد و بخش باسمنج ۱۱ مورد روستا را در خود جای داده است.
فهرست روستاهای شهرستان تبریز و جمعیت آن‌ها بر پایهٔ سرشماری سال‌های ۱۳۳۵، ۱۳۸۵، ۱۳۹۰ و ۱۳۹۵ خورشیدی در زیر آمده است:

### فهرست روستاها
| ردیف                                                            | نام روستا         | بخش     | جمعیت (۱۳۳۵) | جمعیت (۱۳۸۵) | جمعیت (۱۳۹۰) | جمعیت (۱۳۹۵) | رتبه در بخش |
| --------------------------------------------------------------- | ----------------- | ------- | ------------ | ------------ | ------------ | ------------ | ----------- |
| ۱                                                               | باغ معروف         | مرکزی   | ۳۸۸          | ۷٬۹۶۱        | ۱۱٬۲۳۳       | ۱۲٬۰۶۸       | ۱           |
| ۲                                                               | کندرود            | باسمنج  | ۷۹۵          | ۶٬۷۵۲        | ۸٬۷۲۵        | ۸٬۵۱۸        | ۱           |
| ۳                                                               | الوار سفلی        | مرکزی   | ۵۴۲          | ۳٬۵۶۷        | ۵٬۹۴۶        | ۶٬۹۱۶        | ۲           |
| ۴                                                               | مایان سفلی        | مرکزی   | ۱٬۲۱۷        | ۶٬۴۰۳        | ۷٬۰۸۳        | ۶٬۵۹۶        | ۳           |
| ۵                                                               | شادباد مشایخ      | مرکزی   | ۱٬۳۳۳        | ۴٬۳۱۷        | ۴٬۴۷۴        | ۵٬۵۲۴        | ۴           |
| ۶                                                               | لاهیجان           | خسروشاه | ۳۸۳          | ۳٬۷۱۴        | ۴٬۷۰۱        | ۵٬۴۳۰        | ۱           |
| ۷                                                               | لیقوان            | مرکزی   | ۲٬۱۶۱        | ۵٬۳۵۰        | ۵٬۵۲۴        | ۵٬۱۲۲        | ۵           |
| ۸                                                               | اسفهلان           | خسروشاه | ۱٬۶۲۳        | ۴٬۱۰۲        | ۴٬۴۱۴        | ۴٬۹۳۹        | ۲           |
| ۹                                                               | سهلان             | مرکزی   | ۷۰۰          | ۳٬۰۲۵        | ۳٬۳۷۹        | ۳٬۶۶۴        | ۶           |
| ۱۰                                                              | سفیدان جدید       | مرکزی   | ۱٬۰۷۸        | ۳٬۰۱۲        | ۳٬۲۹۴        | ۳٬۵۱۵        | ۷           |
| ۱۱                                                              | بیرق              | مرکزی   | ۱٬۵۳۹        | ۳٬۷۰۳        | ۳٬۸۵۵        | ۳٬۴۹۸        | ۸           |
| ۱۲                                                              | دیزج لیلی‌خانی     | باسمنج  | ۷۲۳          | ۲٬۹۶۵        | ۲٬۸۴۴        | ۲٬۸۷۵        | ۲           |
| ۱۳                                                              | مایان علیا        | مرکزی   | ۴۴۹          | ۲٬۲۴۴        | ۲٬۵۷۹        | ۲٬۸۷۱        | ۹           |
| ۱۴                                                              | هروی              | مرکزی   | ۹۳۹          | ۲٬۳۹۹        | ۲٬۶۴۹        | ۲٬۸۶۱        | ۱۰          |
| ۱۵                                                              | آخوله             | خسروشاه | ۴۹۹          | ۲٬۳۵۱        | ۲٬۶۸۰        | ۲٬۸۲۶        | ۳           |
| ۱۶                                                              | اوغلی             | مرکزی   | -            | ۷۳۸          | ۱٬۵۷۶        | ۲٬۶۵۱        | ۱۱          |
| ۱۷                                                              | شیخ حسن           | خسروشاه | ۳۳۹          | ۲٬۲۴۰        | ۲٬۶۶۷        | ۲٬۵۱۵        | ۴           |
| ۱۸                                                              | چاوان             | مرکزی   | ۴۶۳          | ۱٬۷۲۹        | ۲٬۲۰۱        | ۲٬۴۵۷        | ۱۲          |
| ۱۹                                                              | زرنق              | مرکزی   | ۵۷۰          | ۲٬۰۳۶        | ۲٬۱۶۱        | ۲٬۴۱۵        | ۱۳          |
| ۲۰                                                              | نوجه‌ده            | خسروشاه | ۴۱۸          | ۲٬۰۵۷        | ۲٬۲۷۲        | ۲٬۳۹۷        | ۵           |
| ۲۱                                                              | شادباد علیا       | مرکزی   | ۴۴۸          | ۱٬۸۸۴        | ۲٬۰۴۶        | ۲٬۲۲۹        | ۱۴          |
| ۲۲                                                              | تازه‌کند           | خسروشاه | ۴۴۹          | ۱٬۷۷۸        | ۱٬۸۷۳        | ۱٬۹۸۰        | ۶           |
| ۲۳                                                              | خواجه‌دیزج         | مرکزی   | ۴۵۹          | ۱٬۵۸۱        | ۱٬۹۷۹        | ۱٬۹۴۴        | ۱۵          |
| ۲۴ سفیده‌خوان\|\|مرکزی\|\|۱٬۲۳۲\|\|۲٬۲۱۳\|\|۲٬۰۳۰\|\|۱٬۹۲۹\|\|۱۶ |                   |         |              |              |              |              |             |
| ۲۵                                                              | نعمت‌آباد          | باسمنج  | ۵۴۸          | ۲٬۰۲۰        | ۲٬۲۷۶        | ۱٬۸۹۸        | ۳           |
| ۲۶                                                              | اسنجان            | مرکزی   | ۷۳۵          | ۱٬۴۵۱        | ۱٬۶۳۳        | ۱٬۷۴۵        | ۱۷          |
| ۲۷                                                              | زینجناب           | مرکزی   | ۱٬۴۶۹        | ۱٬۹۷۳        | ۱٬۶۱۶        | ۱٬۶۹۳        | ۱۸          |
| ۲۸                                                              | ینگی‌کندی          | خسروشاه | ۳۴۴          | ۱٬۴۱۱        | ۱٬۴۹۲        | ۱٬۵۹۶        | ۷           |
| ۲۹                                                              | قزل‌دیزج           | مرکزی   | ۲۵۷          | ۱٬۳۳۳        | ۱٬۵۷۴        | ۱٬۵۸۰        | ۱۹          |
| ۳۰                                                              | ساتللو            | خسروشاه | ۳۰۹          | ۱٬۳۶۵        | ۱٬۴۵۲        | ۱٬۴۷۰        | ۸           |
| ۳۱                                                              | اسکندر            | باسمنج  | ۶۰۴          | ۱٬۳۷۷        | ۱٬۳۱۸        | ۱٬۳۰۱        | ۴           |
| ۳۲                                                              | بارانلو           | خسروشاه | ۲۶۸          | ۱٬۱۶۹        | ۱٬۲۴۸        | ۱٬۲۴۲        | ۹           |
| ۳۳                                                              | ملک‌کیان           | باسمنج  | ۲۷۷          | ۱٬۰۶۶        | ۱٬۱۲۹        | ۱٬۲۱۶        | ۵           |
| ۳۴                                                              | آرپا دره‌سی        | باسمنج  | ۱۵۷          | ۷۹۳          | ۷۵۷          | ۱٬۰۳۳        | ۶           |
| ۳۵                                                              | جانقور            | مرکزی   | ۳۶۰          | ۹۱۶          | ۹۸۳          | ۹۵۸          | ۲۰          |
| ۳۶                                                              | حاج عبدال         | مرکزی   | ۱۸۴          | ۷۵۴          | ۸۷۱          | ۹۳۷          | ۲۱          |
| ۳۷                                                              | انرجان            | مرکزی   | ۵۵۳          | ۹۴۴          | ۶۵۲          | ۹۰۹          | ۲۲          |
| ۳۸                                                              | هزه‌بوران          | مرکزی   | ۵۰۲          | ۹۶۲          | ۸۹۱          | ۸۳۴          | ۲۳          |
| ۳۹                                                              | باغ یعقوب         | باسمنج  | ۸۵           | ۵۱۵          | ۵۶۲          | ۸۱۵          | ۷           |
| ۴۰                                                              | اولی              | مرکزی   | ۱۳۶          | ۷۷۸          | ۷۰۰          | ۶۹۵          | ۲۴          |
| ۴۱                                                              | اسپس              | خسروشاه | ۱۰۶          | ۵۵۲          | ۶۴۹          | ۶۹۰          | ۱۰          |
| ۴۲                                                              | رادار تبریز       | خسروشاه | -            | ۱٬۱۸۹        | ۱٬۱۱۲        | ۵۹۶          | ۱۱          |
| ۴۳                                                              | استیار            | باسمنج  | ۵۴۳          | ۵۰۸          | ۴۰۰          | ۴۹۶          | ۸           |
| ۴۴                                                              | قره‌تپه            | خسروشاه | ۱۰۷          | ۴۳۶          | ۴۸۶          | ۴۸۶          | ۱۲          |
| ۴۵                                                              | ورنق              | مرکزی   | ۲۰۷          | ۴۷۰          | ۴۹۵          | ۴۷۱          | ۲۵          |
| ۴۶                                                              | کرجان             | مرکزی   | ۳۶۴          | ۶۰۲          | ۵۷۴          | ۴۶۹          | ۲۶          |
| ۴۷                                                              | نیروگاه حرارتی    | خسروشاه | -            | ۶۵۸          | ۵۲۴          | ۳۶۱          | ۱۳          |
| ۴۸                                                              | آسایشگاه باباباغی | مرکزی   | -            | ۴۰۹          | ۳۹۸          | ۳۲۲          | ۲۷          |
| ۴۹                                                              | طویقون            | باسمنج  | ۱۳۳          | ۳۱۳          | ۲۹۵          | ۲۸۴          | ۹           |
| ۵۰                                                              | سفیدان عتیق       | مرکزی   | ۵۶۳          | ۲۵۱          | ۲۴۰          | ۲۶۸          | ۲۸          |
| ۵۱                                                              | گمانج علیا        | مرکزی   | ۴۵۲          | ۳۱۴          | ۲۳۲          | ۲۲۵          | ۲۹          |
| ۵۲                                                              | گلوجه             | مرکزی   | ۴۱۶          | ۲۲۴          | ۲۵۲          | ۱۹۱          | ۳۰          |
| ۵۳                                                              | قلعه‌چه            | خسروشاه | ۱۴۷          | ۱۸۶          | ۲۰۹          | ۱۶۳          | ۱۴          |
| ۵۴                                                              | آغاج‌اوغلی         | مرکزی   | ۱۳۵          | ۲۳۸          | ۲۰۶          | ۱۶۱          | ۳۱          |
| ۵۵                                                              | آقداش             | مرکزی   | ۱۸۰          | ۱۱۷          | ۱۰۵          | ۱۴۹          | ۳۲          |
| ۵۶                                                              | نصرت‌آباد          | مرکزی   | ۲۱۰          | ۲۲۰          | ۱۸۱          | ۱۴۷          | ۳۳          |
| ۵۷                                                              | گمانج سفلی        | مرکزی   | ۳۸۷          | ۳۷۷          | ۱۷۳          | ۱۳۵          | ۳۴          |
| ۵۸                                                              | کزنق              | مرکزی   | ۲۷۷          | ۱۵۶          | ۱۲۰          | ۱۲۷          | ۳۵          |
| ۵۹                                                              | گوار              | باسمنج  | ۲۱۲          | ۱۷۵          | ۱۵۹          | ۱۱۴          | ۱۰          |
| ۶۰                                                              | کلوکدرق           | باسمنج  | ۱۳۸          | ۱۰۴          | ۸۸           | ۸۵           | ۱۱          |
| ۶۱                                                              | گوی‌بلاغ پایین     | مرکزی   | -            | ۸۳           | ۶۸           | ۷۳           | ۳۶          |
| ۶۲                                                              | مشیرآباد          | مرکزی   | ۱۸۲          | ۶۶           | ۶۵           | ۴۱           | ۳۷          |
| ۶۳                                                              | کردکندی           | مرکزی   | ۱۰۳          | ۴۳           | ۵۲           | ۳۳           | ۳۸          |
| ۶۴                                                              | گلزار             | مرکزی   | ۱۲۲          | ۶۳           | ۳۳           | ۲۳           | ۳۹          |
| ۶۵                                                              | شهرک صنعتی چرم‌شهر | مرکزی   | -            | -            | ۴            | ۲            | ۴۰          |
| ۶۶                                                              | گوی‌بلاغ بالا      | مرکزی   | -            | ۰            | ۸            | ۰            | ۴۱          |
| ۶۷                                                              | سعیدبیگ           | خسروشاه | ۳۱           | ۰            | ۰            | ۰            | ۱۵          |
| ۶۸                                                              | شیرینجه           | مرکزی   | -            | ۰            | ۰            | ۰            | ۴۲          |
| ۶۹                                                              | فخرآباد           | مرکزی   | -            | ۰            | ۰            | ۰            | ۴۳          |
| ۷۰                                                              | نوروزآباد         | مرکزی   | -            | ۰            | ۰            | ۰            | ۴۴          |

### توضیحات
روستاهای با جمعیت بیشتر از ۳٫۵ هزار نفر می‌توانند:
1. با اعمال تبصرهٔ ۵ مادهٔ ۴ «قانون تعاریف و ضوابط تقسیمات کشوری» (روستاهای واجد شرایط -چنانچه دارای سه هزار و پانصد نفر جمعیت باشند- شهر شناخته می‌شوند) به شهر کوچک تبدیل شوند؛[۱۰]
2. مطابق تبصرهٔ ۲ مادهٔ ۳ «قانون تعاریف محدوده و حریم شهر، روستا و شهرک و نحوه تعیین آن‌ها» (روستاهایی که به موجب طرح‌های مصوب جامع و هادی در داخل حریم شهرها واقع می‌شوند، در صورت رسیدن به شرایط شهر شدن، شهر مستقل شناخته نشده و به صورت منفصل به عنوان یک ناحیه یا منطقه از نواحی یا مناطق شهر اصلی تلقی و اداره خواهند شد) به شهرهای همجوار خود ملحق گردند.[۱۱]

در روستاهای با جمعیت بیشتر از ۱٫۵ هزار نفر، تعداد اعضای شورای اسلامی ۵ نفر است؛ برخلاف روستاهای با جمعیت کمتر که ۳ نفر عضو شورا دارند.
به روستاهای با جمعیت کمتر از ۱۰۰ نفر که عمدهٔ فعالیت در آن‌ها کشاورزی است، «مزرعه» گفته می‌شود و روستاهایی که عمدهٔ فعالیت در آن‌ها غیرکشاورزی است، «مکان» خطاب می‌شوند.

## روستاهای ملحق شده بهتبریز
| ردیف | نام روستا  | بخش   | جمعیت (۱۳۳۵) | جمعیت (۱۳۸۵) | جمعیت (۱۳۹۰) | جمعیت (۱۳۹۵) | تاریخ الحاق   |
| ---- | ---------- | ----- | ------------ | ------------ | ------------ | ------------ | ------------- |
| ۱    | بارنج      | مرکزی | ۱٬۵۰۲        | جزء تبریز    | جزء تبریز    | جزء تبریز    | پیش از انقلاب |
| ۲    | لاله       | مرکزی | ۱٬۳۰۳        | جزء تبریز    | جزء تبریز    | جزء تبریز    | پیش از انقلاب |
| ۳    | آخماقیه    | مرکزی | ۱٬۱۱۴        | جزء تبریز    | جزء تبریز    | جزء تبریز    | پیش از انقلاب |
| ۴    | شاهگلی     | مرکزی | ۵۷۶          | جزء تبریز    | جزء تبریز    | جزء تبریز    | پیش از انقلاب |
| ۵    | رواسان     | مرکزی | ۲۸۰          | جزء تبریز    | جزء تبریز    | جزء تبریز    | پیش از انقلاب |
| ۶    | کرکج       | مرکزی | ۵۳۱          | ۸٬۲۲۸        | ۸٬۹۳۱        | ۸٬۴۹۶        | ۱۳۹۷          |
| ۷    | آناخاتون   | مرکزی | ۳۳۴          | ۲٬۰۵۲        | ۶٬۸۱۲        | ۸٬۲۸۸        | ۱۳۹۷          |
| ۸    | خلجان      | مرکزی | ۲٬۹۸۱        | ۶٬۳۵۴        | ۶٬۳۶۵        | جزء تبریز    | ۱۳۹۷          |
| ۹    | کوجووار    | مرکزی | ۱٬۴۱۳        | ۵٬۶۶۱        | ۵٬۹۶۵        | ۶٬۰۰۱        | ۱۳۹۷          |
| ۱۰   | الوار علیا | مرکزی | ۳۴۲          | ۱٬۳۰۹        | ۱٬۱۴۲        | ۱٬۷۶۱        | ۱۳۹۷          |
| ۱۱   | ‌‌‌‌‌‌           | مرکزی | ۴۶۵          | ۱٬۶۱۰        | ۱٬۹۲۱        | ۱٬۶۱۶        | ۱۳۹۷          |